# Mouresi (Gemeindebezirk)
Mouresi (griechisch Μουρέσι (n. sg.)) ist einer der beiden Gemeindebezirke der 2011 geschaffenen Gemeinde Zagora-Mouresi am Osthang des Pilion-Gebirges. Bis 2010 war es eine eigenständige Gemeinde in der griechischen Präfektur Magnisia. Sitz der Gemeindeverwaltung war nicht das gleichnamige Dorf Mouresi, sondern der Ort Tsangarada.
Der Ort wurde 1912 als Landgemeinde (kinotita) anerkannt und 1997 nach Eingemeindung einiger Nachbargemeinden zur Stadtgemeinde (dimos) erhoben. Diese Gemeinde fusionierte 2010 mit dem benachbarten Zagora zu Zagora-Mouresi, in dem Mouresi seither einen Gemeindebezirk bildet.
| Stadtbezirk Ortsgemeinschaft | griechischer Name                       | Code     | Fläche (km²) | Einwohner 2001 | Einwohner 2011 | Dörfer und Siedlungen              |
| ---------------------------- | --------------------------------------- | -------- | ------------ | -------------- | -------------- | ---------------------------------- |
| Tsangarada                   | Τοπική Κοινότητα Τσαγκαράδας            | 24030201 | 12,349       | 784            | 543            | Tsangarada, Mylopotamos            |
| Agios Dimitrios Piliou       | Τοπική Κοινότητα Αγίου Δημητρίου Πηλίου | 24030202 | 02,767       | 520            | 422            | Agios Dimitrios, Agios Ioannis     |
| Anili                        | Τοπική Κοινότητα Ανηλίου                | 24030203 | 07,899       | 508            | 382            | Anili, Plaka                       |
| Kissos                       | Τοπική Κοινότητα Κισσού                 | 24030204 | 11,059       | 393            | 332            | Kissos                             |
| Mouresi                      | Τοπική Κοινότητα Μουρεσίου              | 24030205 | 13,731       | 588            | 548            | Mouresi, Agios Ioannis, Damouchari |
| Xorychti                     | Τοπική Κοινότητα Ξορυχτίου              | 24030206 | 06,525       | 314            | 248            | Xoryti, Kato Xorychti              |
| Gesamt                       | Gesamt                                  | 240302   | 54,330       | 3107           | 2475           |                                    |